# Нермед
Нермед (рум. Nermed) — село у повіті Караш-Северін в Румунії. Входить до складу комуни Карашова.
Село розташоване на відстані 345 км на захід від Бухареста, 8 км на південь від Решиці, 76 км на південний схід від Тімішоари.

## Населення
За даними перепису населення 2002 року у селі проживали 596 осіб.
Національний склад населення села:
| Національність | Кількість осіб | Відсоток |
| -------------- | -------------- | -------- |
| хорвати        | 583            | 97,8%    |
| румуни         | 9              | 1,5%     |

Рідною мовою назвали:
| Мова       | Кількість осіб | Відсоток |
| ---------- | -------------- | -------- |
| хорватська | 583            | 97,8%    |
| румунська  | 9              | 1,5%     |